# Копалейшвили, Илья Иванович
Илья Иванович Копалейшвили (груз. ილია ივანეს ძე კოპალეიშვილი, 1865, Эцери (Ланчхутский муниципалитет), Гурия — 1924, Самтредиа, Имеретия) — грузинский политик, член Учредительного собрания Грузии (1919—1921).

## Биография

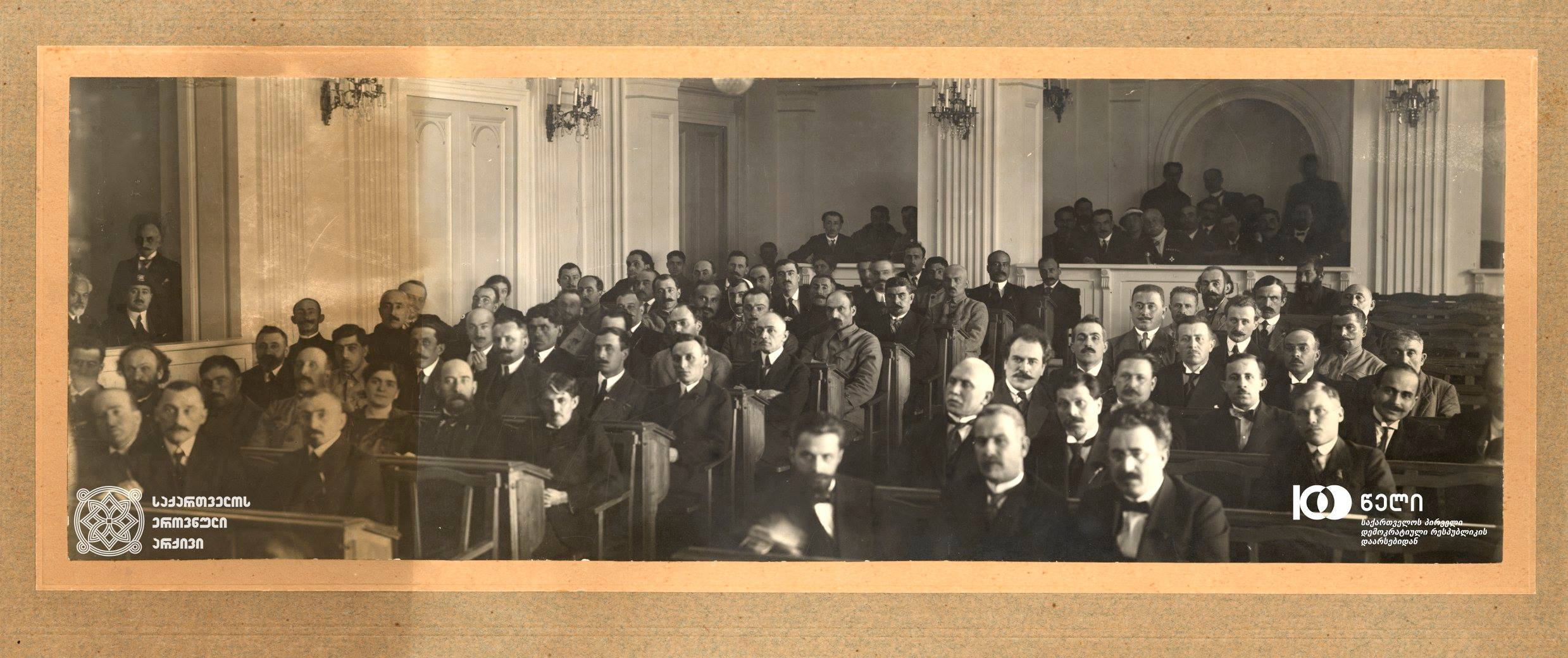
Учредительное собрание Грузии. Копалейшвили, правая сторона, в центре

С лета 1895 года был членом первого социал-демократического рабочего кружка, созданного в главных мастерских железной дороги.
С 1898 года член Российской социал-демократической рабочей партии.
В 1900 году, после забастовки железнодорожников, был арестован и выслан в родную деревню; через некоторое время  вернулся в Тифлис и продолжил свою партийную деятельность.
В 1903 году переехал в Батум, где был одним из лидеров социал-демократической организации. С 1905 года во фракции меньшевиков. Несколько раз был арестован по политическим мотивам. 12 марта 1919 года был избран членом Учредительного собрания Грузии, был председателем комиссии по сельскому хозяйству, членом комитетов по сельскому хозяйству, самоуправлению и труду.
В 1921 году, после советизации Грузии, он остался в стране, жил в своей родной деревне. Участвовал в движениях сопротивления.
После поражения антисоветского восстания 1924 года был расстрелян.